# Kommunikatives Gedächtnis
Als kommunikatives Gedächtnis bezeichnen die deutschen Kulturwissenschaftler Jan Assmann und Aleida Assmann die mündliche Weitergabe von persönlichen Erfahrungen. Kommunikatives Gedächtnis und kulturelles Gedächtnis bilden zusammen das kollektive Gedächtnis. Dabei ist das kommunikative Gedächtnis auf die mündliche Überlieferung der vorangegangenen 3 Generationen begrenzt, nach Assmann auf rund 80 Jahre. Das Gedächtnis vergeht mit seinen Trägern. Das kommunikative Gedächtnis ist alltagsnah und gruppengebunden. Die mündlichen Erzählungen sind flüchtig und veränderbar, zeichnen sich aber andererseits durch eine starke Lebendigkeit aus.
Gegenüber dem kulturellen zeichnet sich das kommunikative Gedächtnis durch ein geringes Maß an Formalität und Geformtheit aus.